# 杉本倫治
杉本 倫治（すぎもと みちはる、1981年6月17日 - ）は、奈良県出身の元プロサッカー選手。現役を引退した後は消防士となっている。2008年、大阪府2部リーグのホクセツFCで現役復帰。

## 来歴

### 選手時代
毎年FW登録されているが、実際にはMF、DFでの出場がほとんど。俊足を生かして、相手DFのウラを取るプレーを得意としていた。左足の精度で、CK時のキッカーとしても活躍した。

### 引退後
2007年に大阪市消防局に入る。TBSの「バース・デイ」(2012年7月28日 OA)で引退後の様子が放送された。ホクセツFCから戦力外通告を受けた後、すぐに専門学校に入学し半年間毎日８時間の勉強を続け、倍率10.3倍の消防試験を突破し救急救命士として勤務している。元プロサッカー選手から救急救命士という転職の一番の要因は家族を養うためだったという。

## 人柄
マイペースで物静かであり、セレッソ時代には大久保嘉人、佐藤寿人ら同年代の選手にイジられていた。

## 所属クラブ
- 天理市立柳本小学校
- 天理市立天理南中学校
- 奈良県立耳成高等学校
- 2000年-2003年 セレッソ大阪
  - 2003年8月-12月 ヴァンフォーレ甲府（レンタル移籍）[1]
- 2004年-2005年 横浜FC
- 2008年- ホクセツFC

## 個人成績
| 国内大会個人成績 | 国内大会個人成績 | 国内大会個人成績 | 国内大会個人成績 | 国内大会個人成績 | 国内大会個人成績 | 国内大会個人成績 | 国内大会個人成績 | 国内大会個人成績 | 国内大会個人成績 | 国内大会個人成績 | 国内大会個人成績 |
| 年度             | クラブ           | 背番号           | リーグ           | リーグ戦         | リーグ戦         | リーグ杯         | リーグ杯         | オープン杯       | オープン杯       | 期間通算         | 期間通算         |
| 年度             | クラブ           | 背番号           | リーグ           | 出場             | 得点             | 出場             | 得点             | 出場             | 得点             | 出場             | 得点             |
| 日本             | 日本             | 日本             | 日本             | リーグ戦         | リーグ戦         | リーグ杯         | リーグ杯         | 天皇杯           | 天皇杯           | 期間通算         | 期間通算         |
| ---------------- | ---------------- | ---------------- | ---------------- | ---------------- | ---------------- | ---------------- | ---------------- | ---------------- | ---------------- | ---------------- | ---------------- |
| 2000             | C大阪            | 27               | J1               | 7                | 2                | 0                | 0                | 3                | 1                | 10               | 3                |
| 2001             | C大阪            | 24               | J1               | 7                | 1                | 0                | 0                | 5                | 1                | 12               | 2                |
| 2002             | C大阪            | 14               | J2               | 2                | 0                | -                | -                | 0                | 0                | 2                | 0                |
| 2003             | C大阪            | 24               | J1               | 0                | 0                | 0                | 0                | -                | -                | 0                | 0                |
| 2003             | 甲府             | 24               | J2               | 3                | 0                | -                | -                | 0                | 0                | 3                | 0                |
| 2004             | 横浜FC           | 16               | J2               | 28               | 0                | -                | -                | 1                | 0                | 29               | 0                |
| 2005             | 横浜FC           | 16               | J2               | 0                | 0                | -                | -                | 0                | 0                | 0                | 0                |
| 通算             | 日本             | 日本             | J1               | 14               | 3                | 0                | 0                | 8                | 2                | 22               | 5                |
| 通算             | 日本             | 日本             | J2               | 33               | 0                | -                | -                | 1                | 0                | 34               | 0                |
| 総通算           | 総通算           | 総通算           | 総通算           | 47               | 3                | 0                | 0                | 9                | 2                | 56               | 5                |

- Jリーグ初出場 - 2000年7月29日 J1 2nd第7節　vs鹿島アントラーズ @カシマスタジアム
- Jリーグ初得点 - 2000年11月8日 J1 2nd第11節　vsジェフユナイテッド市原 @市原臨海競技場

## 代表歴
- U-20日本代表候補（2001年）
- U-22日本代表（2003年）

## エピソード
- U-22日本代表でのカタール国際トーナメント（vsドイツ代表）で左サイドで先発出場し、先制点を挙げた（4-0で勝利）。その活躍でマンオブザマッチに選ばれた。